# 央元音
央元音（central vowel）是使用於一些口語語言中的一種元音類型。央元音的決定性特徵為舌頭的位置大約在前元音及後元音兩者位置的中間。（在实际中，不圆唇央元音舌位倾向于靠前，而圆唇央元音舌位倾向于靠后。）國際音標承認的央元音有：
- 閉央不圓唇元音 [ɨ]
- 閉央圓唇元音 [ʉ]
- 次閉央不圓唇元音 [ɪ̈]
- 次閉央圓唇元音 [ʊ̈]
- 半閉央不圓唇元音 [ɘ]
- 半閉央圓唇元音 [ɵ]
- 中央元音 [ə]
- 半開央不圓唇元音 [ɜ]
- 半開央圓唇元音 [ɞ]
- 次開央圓唇元音 [ɐ]

也有一些央元音没有独立的国际音标符号：
- 闭央敛唇元音 [ÿ]
- 次闭央不圆唇元音 [ɨ̞][ɪ̈][ɪ̠]或[ɘ̝]
- 次闭央撮唇元音 [ʉ̞][ʊ̈][ʊ̟]或[ɵ̝]
- 次闭央敛唇元音 [ʏ̈]
- 中央撮唇元音 [ɵ̞]或[ɞ̝]
- 中央敛唇元音 [əᵝ]
- 開央不圓唇元音 [ä]
- 開央圓唇元音 [ɒ̈]

開央不圓唇元音的正式標示應該為[ä]，但現時亦有兩個非正式的表示法在使用：[a]最常使用，而[ᴀ]主要用於漢語學。另外，當需要表示次閉央元音時，亦會使用臨時符號ᵻ、ᵿ來表示次閉央不圓唇元音及次閉央圓唇元音。